# 郑豁
鄭豁（?—?），字君明，五胡十六国時代後燕人物，滎陽郡開封县人，高祖父是鄭渾之子鄭崇。父亲是後趙侍中鄭略。
384年正月，慕容垂即位燕王，同时任命文武諸官，库傉官伟为左长史，段崇为右长史，郑豁为从事中郎。之后鄭豁历任中山尹、太常卿、太子少傅，被封为济南公，谥号贞。鄭豁的兄弟有鄭翳、鄭淵、鄭静、鄭悦、鄭楚。其子鄭温是鄭羲的祖父。鄭温的儿子郑晔、郑恬、郑简的后代为唐朝的五姓七望十家禁婚家。